# Фальконьери, Андреа
Андреа Фальконьери (итал. Andrea Falconieri или Andrea Falconierо, Неаполь, около 1585 — 29 июля 1656, там же) — итальянский композитор, исполнитель на лютне и барочной гитаре, певец, представитель стиля раннего барокко. С 1639 года находился при дворе короля Неаполитанского в качестве придворного музыканта. Для его произведений характерно сочетание итальянского и испанского стилей. Портрета композитора не сохранилось.

## Биография
Андреа Фальконьери, вероятно, родился в Неаполе (другая распространенная версия — в Испании, которая тогда владела Неаполем, но в итальянской семье). Начал свою карьеру в качестве лютниста в Парме незадолго до 1604 года. Возможно, там первым его учителем был французский музыкант Жан де Мак (Jean de Macque, итальянская форма имени — Giovanni de Macque, Джованни де Мак). Именно там, как предполагают, он изучал композицию с композитором и музыкантом Сантино Гарси (Santino Garsi), известным в то время автором танцевальной музыки (многочисленные гальярды, принадлежащие его перу, сохранились в сборниках Государственной библиотеки Берлина и Королевской библиотеки Брюсселя). Вероятно, влияние этого композитора на Фальконьери было не слишком велико, так как известно, что он скончался 17 января именно 1604 года. Занятия с ним Фальконьери не могли быть продолжительными по времени. Считают, что он мог занять его место придворного музыканта при дворе герцога Рануччо I Фарнезе уже в 1604 году, но судя по документам, регулярное жалование ему выплачивали только с декабря 1610 года. В 1614 году он неожиданно покинул Парму, сразу после получения платы за ноябрь. Его отъезд был воспринят работодателем как бегство, но причины столь поспешного отъезда нам не известны, как и его современникам. В своем раннем творчестве был связан со многими итальянскими городами, такими как Модена, Парма, Генуя. Между 1616 и[1620 годами составил 7 сборников светских и духовных вокальных пьес. Достаточно длительное время, вероятно, Фальконьери занимал место придворного музыканта во Флоренции (как предполагают, это могло продолжаться с 1615 по 1619 годы). В 1620—1621 годах работал в Модене.

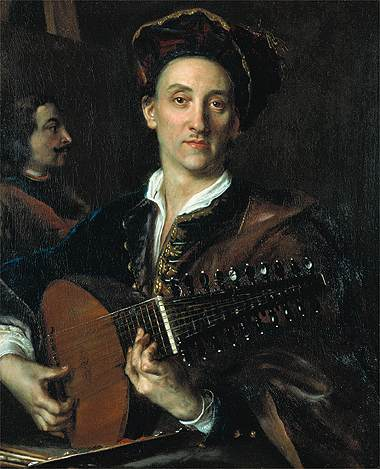
Лютнист и художник Давид Хойер, картина Яна Купецкого, 1711

Между 1621 и 1628 годами Андреа Фальконьери путешествовал по Европе. Побывал в Испании и во Франции. Он вернулся в Италию в 1628 году и сочинил музыку к празднованию брака между Маргаритой Медичи (дочь правителя Тосканы Козимо II) и герцогом Пармы Одоардо Фарнезе. Об известности композитора говорит хотя бы то, что музыку для представления «Меркурий и Марс» в Театре Фарнезе, представленного на свадьбе, сочинил великий Клаудио Монтеверди на тексты Клавдио Акиллини (Клаудио Ахиллини), известного итальянского философа, теолога, математика, поэта, педагога и юриста XVI—XVII века. С этого времени Фальконьери работает в монастыре Святой Бригитты в Генуе. В документах упоминается серия загадочных анонимных доносов на композитора, которые относятся именно к этому времени. Содержание их неизвестно, но они привели к предупреждению композитора со стороны епископа. Затем Андреа вернулся в Неаполь в 1639 году (где работает в Королевской капелле). Первоначально он занимал должность лютниста, а 15 января 1647 года он вступил в должность капельмейстера, освободившуюся месяц назад после смерти прежнего руководителя капеллы. На этой должности он продолжал работать до смерти, которая последовала 29 июля 1656 во время эпидемии чумы.

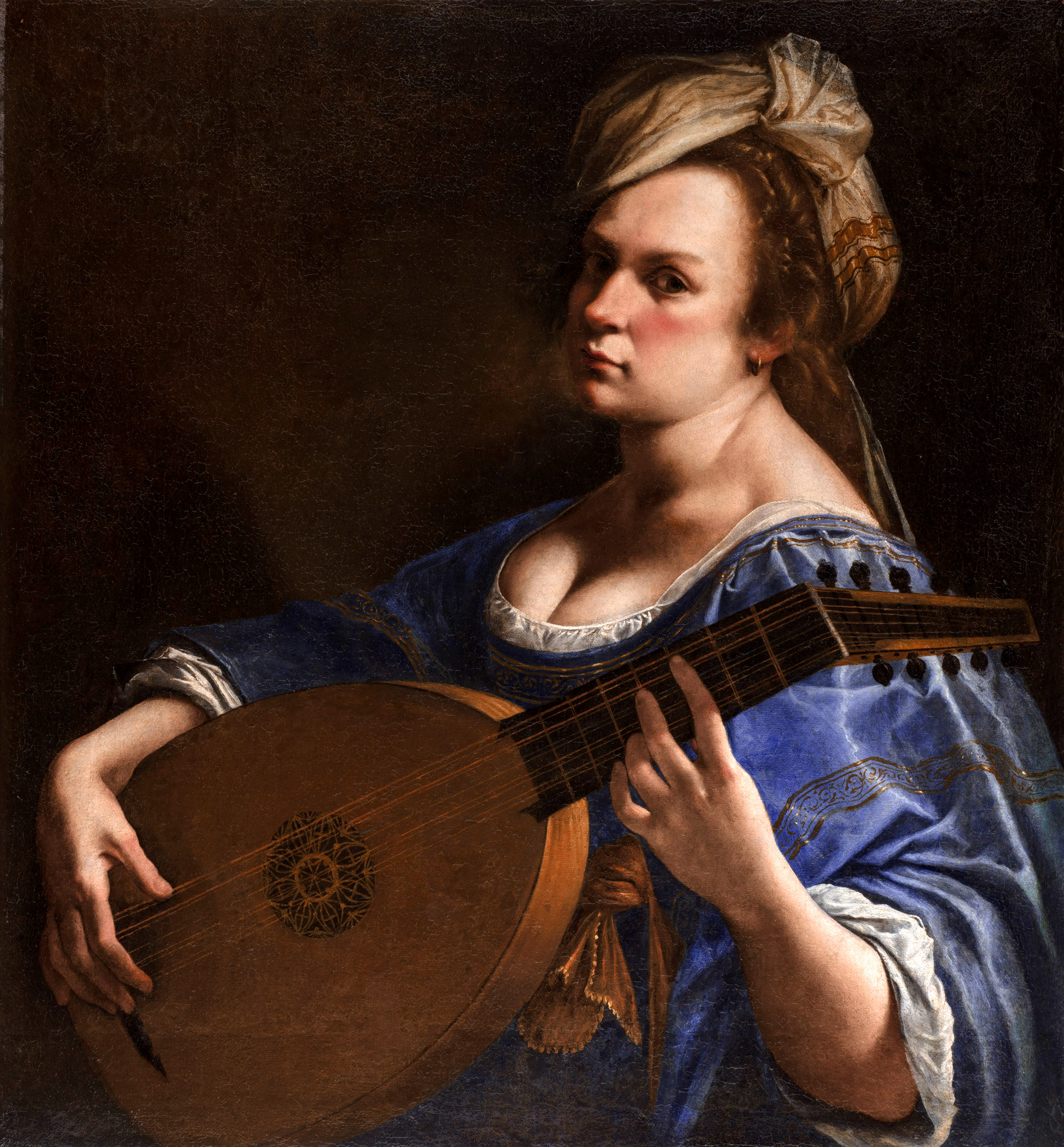
Артемизия Джентилески. Автопортрет с лютней

## Сочинения
Творчество Андреа Фальконьери включает мадригалы, духовные песнопения (мотеты) и инструментальные композиции. Среди его сохранившихся работ можно отметить «Первую Книгу песен, симфоний, фантазий, каприсов, сонат для скрипки, альта, посвященную Хуану Хосе Австрийскому, сыну испанского короля Филиппа IV» («Il Libro Primo di Canzoni, Sinfonie, Fantasie, Capricci, sonate per violini, viole; dedicato a Juan José d’Austria, figlio del re spagnolo Filippo IV»). В этой работе итальянский стиль сочетается с испанским. Некоторые музыковеды полагают, что около 1650 года он сочинил первым среди итальянских композиторов вариации, вдохновленный известным и плодовитым жанром фолия.
Другие сочинения:
- Primo libro di madrigali a 5 e 10 voci (Venetia, B. Magni, 1619, perduta).
- Il quinto libro delle musiche a una, due, e tre voci (Firenze, Z. Pignoni, 1619).
- Sacrae modulationes a 5 e 6 voci (Venezia 1619).
- Musiche a una, due, e tre voci libro sexto, con l’alfabeto della chitarra spagnola (ibid., B. Magni, 1619).